# Georgie Stone
Georgie Sarah Jean Robertson Stone OAM (Melbourne, 20 de maio de 2000) é uma atriz, escritora e defensora dos direitos transgêneros australiana.

## Filmografia

### Cinema
| Ano  | Filme                          | Personagem | Notas                       | Ref.  |
| ---- | ------------------------------ | ---------- | --------------------------- | ----- |
| 2022 | The Dreamlife of Georgie Stone | Ela mesma  | Documentário curta-metragem | [ 5 ] |

### Televisão
| Ano       | Título                        | Personagem           | Notas                  | Ref.        |
| --------- | ----------------------------- | -------------------- | ---------------------- | ----------- |
| 2014      | Four Corners                  | Ela mesma            | Episódio: Being Me     | [ 6 ]       |
| 2016      | Australian Story              | Ela mesma            | Episódio: About A Girl | [ 6 ]       |
| 2019–2022 | Neighbours                    | Mackenzie Hargreaves |                        | [ 6 ]       |
| 2019      | Neighbours: Erinsborough High | Mackenzie Hargreaves | 5 episódios            | [ 7 ] [ 8 ] |

## Prêmios e reconhecimento
- 2016: Personalidade GLBTI do Ano do GLOBE Community Awards, o mais jovem ganhador de todos os tempos[9][10]
- 2016: Prêmio Fazendo a Diferença da Comissão Anti-Difamação, o mais jovem ganhador de todos os tempos[11][12]
- 2016: destaque na lista de "25 australianos LGBTI para assistir em 2017" pela Gay News Network[13]
- 2017: Vencedora do Prêmio de Direitos Humanos[14][15]
- 2018: Jovem Australiana do Ano em Vitória, Austrália[16][17]
- 2020: Medalha da Ordem da Austrália, a pessoa mais jovem a ser reconhecida naquele ano[18][19][20]